# Chacrise
Chacrise est une commune française située dans le département de l'Aisne en région Hauts-de-France.

## Géographie

### Localisation
Chacrise est un village rural situé à 15 km. d'Oulchy-le-Château, 15 km. de Soissons et 35 km. de Laon, dont l'altitude moyenne est de 70 mètres environ. L'altitude minimum et maximum étant respectivement 65 m et 173 m.

### Communes limitrophes

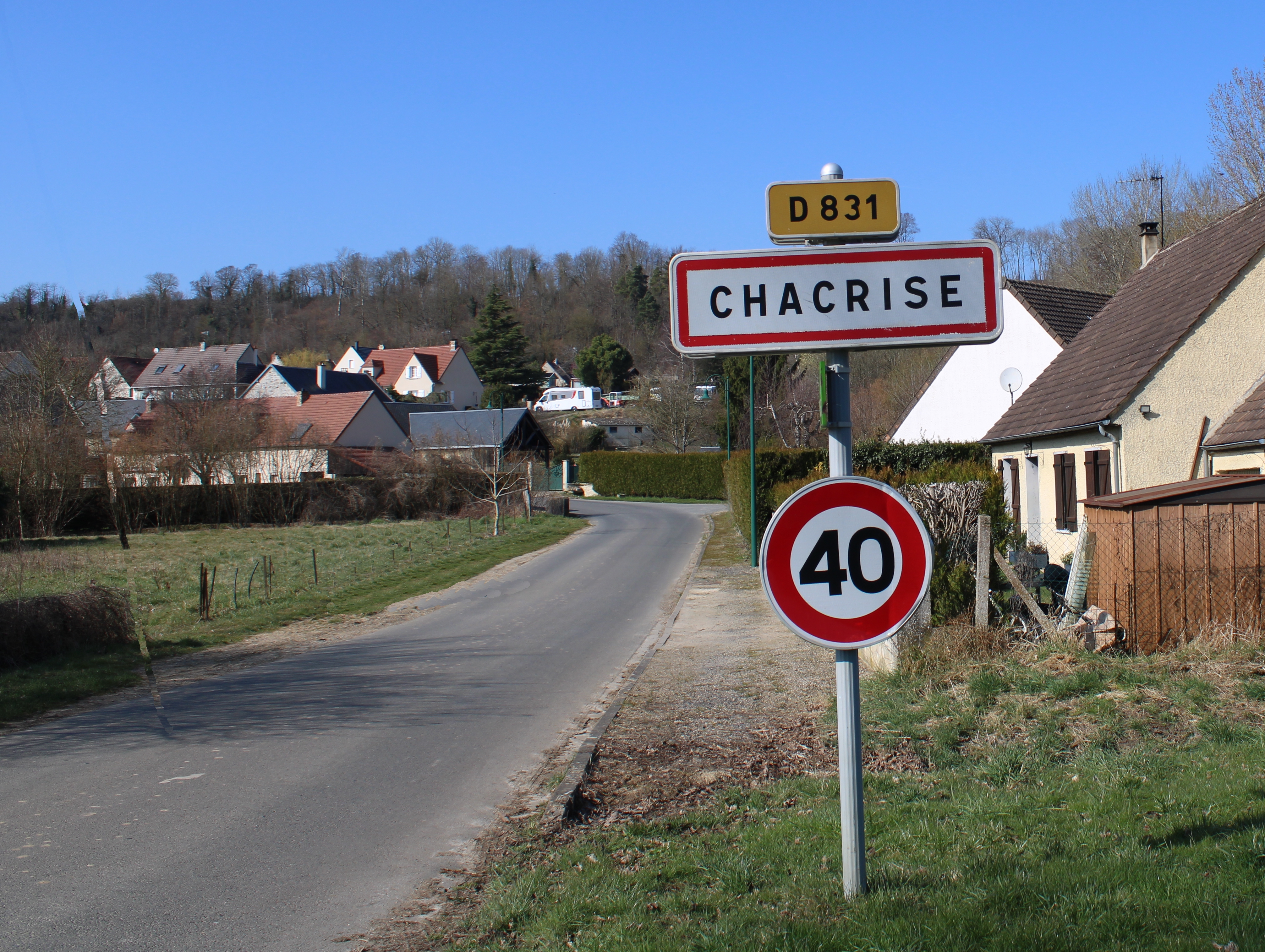
Entrée du village.
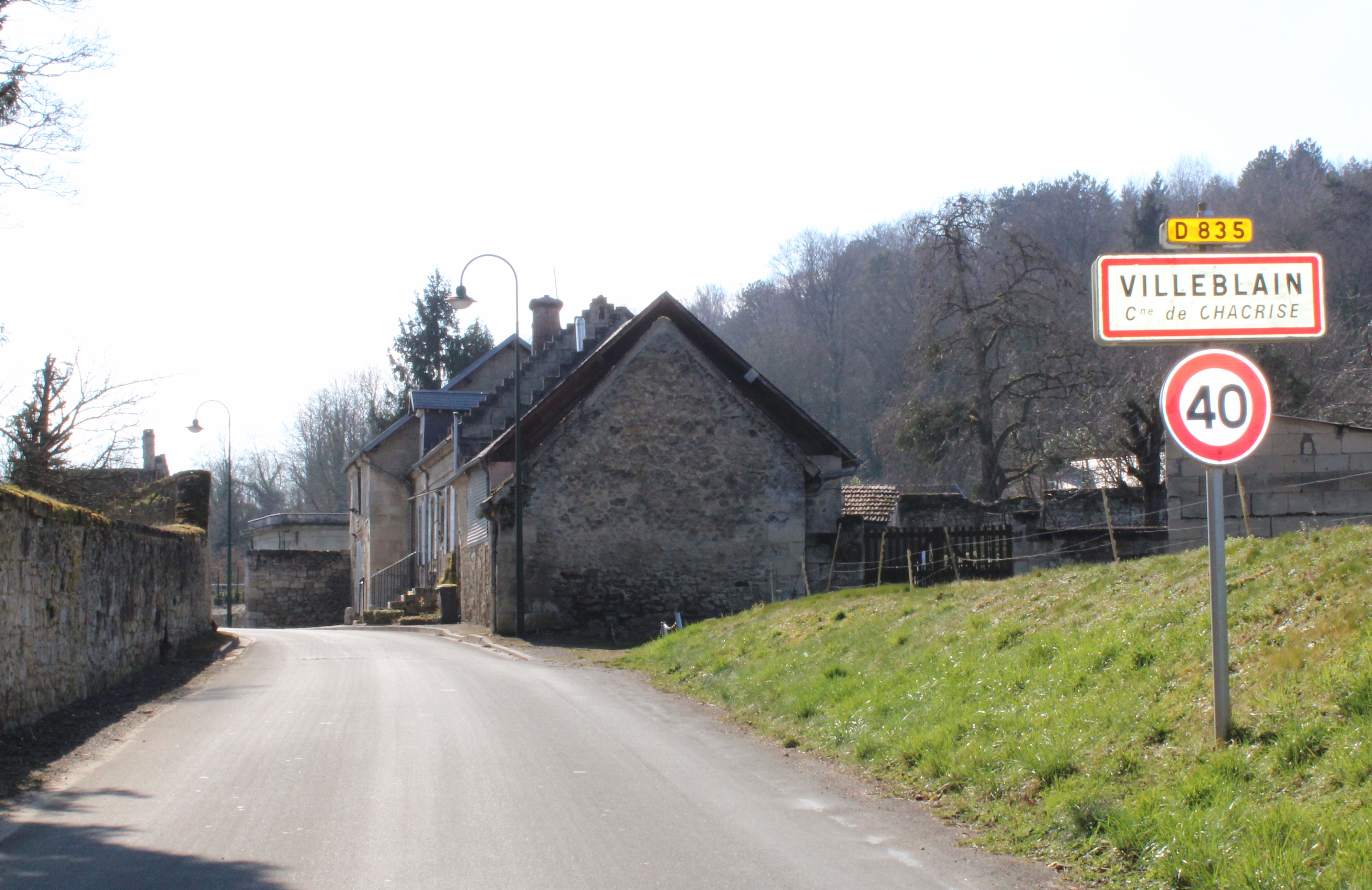
Entrée du hameau de Villeblain.

### Hydrographie
La commune est située dans le bassin Seine-Normandie. Elle est drainée par la Crise, le cours d'eau 01 de la Pré des Hommes, le cours d'eau 01 Deu Marais Haudrillier, le ru de Violaine, divers bras de la Crise et un autre petit cours d'eau,.
La Crise, d'une longueur de 26 km, prend sa source dans la commune de Arcy-Sainte-Restitue et se jette  dans l'Aisne à Soissons, après avoir traversé huit communes.

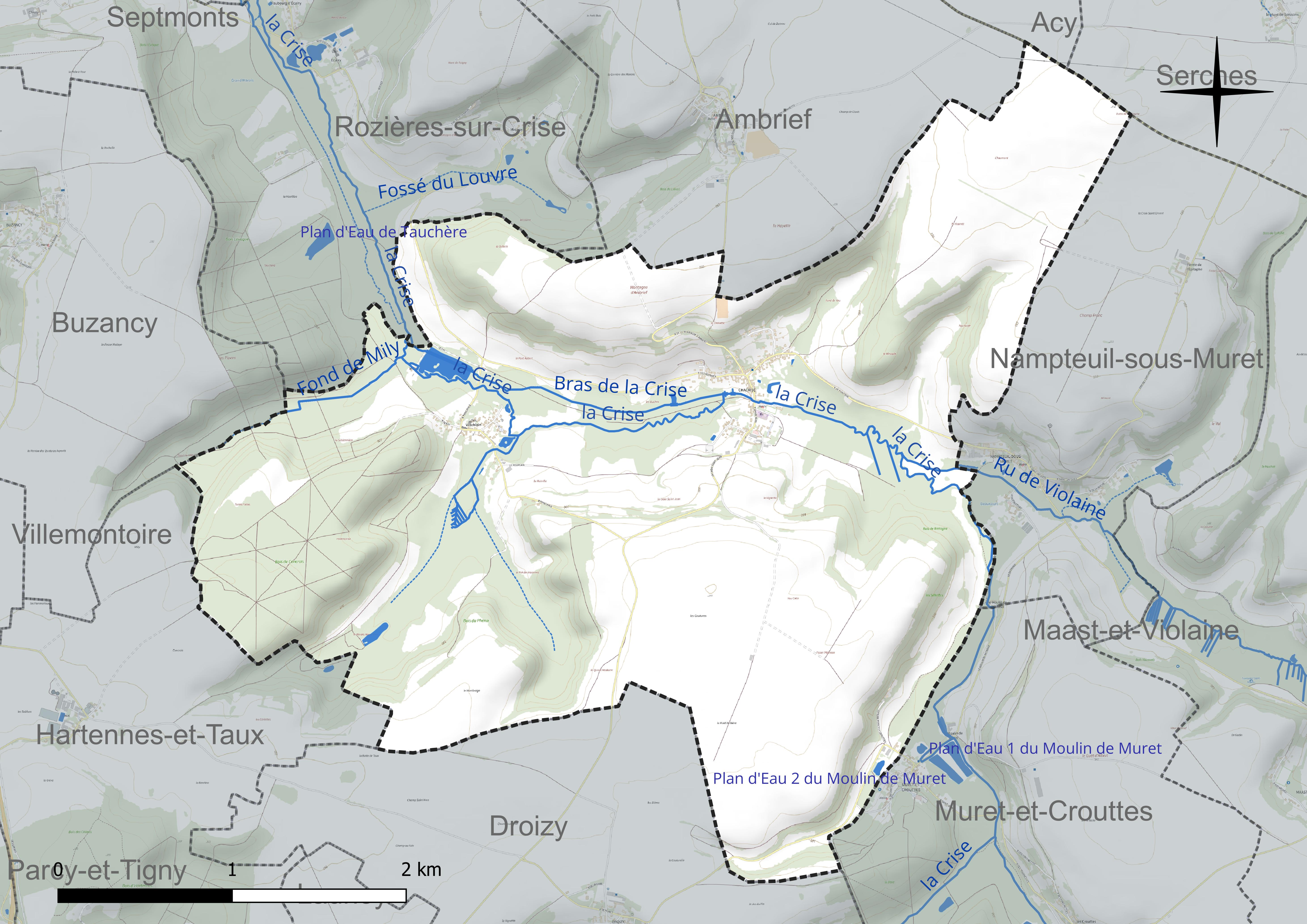
Réseau hydrographique de Chacrise.

Un plan d'eau complète le réseau hydrographique : le plan d'eau du Fay (3,2 ha),.

### Climat
Pour des articles plus généraux, voir Climat des Hauts-de-France et Climat de l'Aisne.
En 2010, le climat de la commune est de type climat océanique dégradé des plaines du Centre et du Nord, selon une étude du CNRS s'appuyant sur une série de données couvrant la période 1971-2000. En 2020, Météo-France publie une typologie des climats de la France métropolitaine dans laquelle la commune est exposée à un climat océanique altéré et est dans la région climatique Nord-est du bassin Parisien, caractérisée par un ensoleillement médiocre, une pluviométrie moyenne régulièrement répartie au cours de l'année et un hiver froid (3 °C).
Pour la période 1971-2000, la température annuelle moyenne est de 10,4 °C, avec  une amplitude thermique annuelle de 15,2 °C. Le cumul annuel moyen de précipitations est de 709 mm, avec 11,7 jours de précipitations en janvier et 8,3 jours en juillet. Pour la période 1991-2020 la température moyenne annuelle observée sur la station météorologique la plus proche, située sur la commune de Braine à 10 km à vol d'oiseau, est de 11,3 °C et le cumul annuel moyen de précipitations est de 662,7 mm,. Pour l'avenir, les paramètres climatiques de la commune estimés pour 2050 selon différents scénarios d'émission de gaz à effet de serre sont consultables sur un site dédié publié par Météo-France en novembre 2022.

## Urbanisme

### Typologie
Au 1er janvier 2024, Chacrise est catégorisée commune rurale à habitat dispersé, selon la nouvelle grille communale de densité à 7 niveaux définie par l'Insee en 2022.
Elle est située hors unité urbaine. Par ailleurs la commune fait partie de l'aire d'attraction de Soissons, dont elle est une commune de la couronne,. Cette aire, qui regroupe 92 communes, est catégorisée dans les aires de 50 000 à moins de 200 000 habitants,.

### Occupation des sols
L'occupation des sols de la commune, telle qu'elle ressort de la base de données européenne d'occupation biophysique des sols Corine Land Cover (CLC), est marquée par l'importance des territoires agricoles (55,6 % en 2018), une proportion identique à celle de 1990 (55,6 %). La répartition détaillée en 2018 est la suivante :
terres arables (55,2 %), forêts (42,1 %), zones urbanisées (2 %), milieux à végétation arbustive et/ou herbacée (0,4 %), zones agricoles hétérogènes (0,3 %).
L'évolution de l'occupation des sols de la commune et de ses infrastructures peut être observée sur les différentes représentations cartographiques du territoire : la carte de Cassini (XVIIIe siècle), la carte d'état-major (1820-1866) et les cartes ou photos aériennes de l'IGN pour la période actuelle (1950 à aujourd'hui).

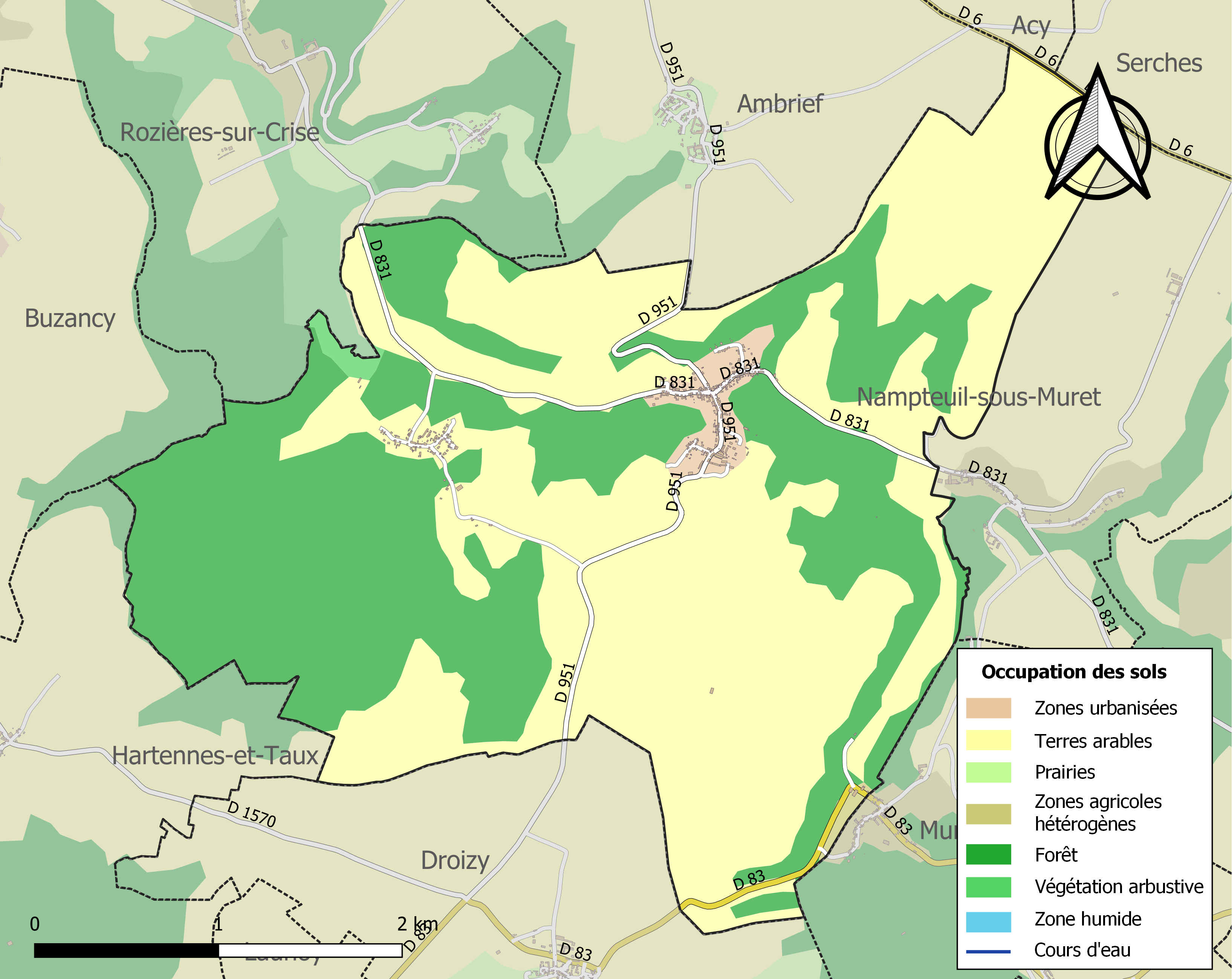
Carte des infrastructures et de l'occupation des sols de la commune en 2018 (CLC).

### Toponymie
Le village est cité pour la première fois en l'an 858 sous le nom latin de Carcarisia. Le nom évoluera encore de nombreuses fois en fonction des différents transcripteurs :  Altarede villa que dicitur Carcrisia, Chacrisia en 1147 dans un cartulaire de l'abbaye Notre-Dame de Soissons, puis Chacrisse, Chacryse, Chacrize  et enfin la dénomination actuelle Chacrise au XVIIIe siècle sur la carte de Cassini.

## Toponymie
Le nom de la localité est attesté sous les formes Carcarisia (858 et 920) ; « Altare de villa que dicitur Carcrisia » (1057) ; Chacrisia (1147) ; Chacrisse (1392) ; Chacryse (1397) ; Chacrize (XVIIIe siècle).
La rivière la Crise, qui se jette dans l'Aisne à Soissons, a donné son hydronyme au nom de la commune bâti au fond de sa vallée : « Le Village de pierre sur la Crise ».

## Histoire
Moyen Âge
Dans sa rédaction des Annales, le chroniqueur et historien Flodoard de Reims rédige les événements contemporains de sa vie dont la révolte de nombreux comtes dès 920 envers le roi Charles III le Simple lorsque celui-ci refuse de se séparer de son conseiller Haganon :
« Anno Dominicae incarnationis DCCCCXX, pene omnes Franciae comites regem suum, Karolum, apud urbem Suessonicam, quia Haganonem consiliarium suum, quem de mediocribus potentem fecerat, dimittere nolebat, reliquerunt. »
L'extrait est traduit sur le site web, Remacle.org, de Philippe Remacle ainsi :
« (920) Presque tous les comtes français abandonnèrent leur roi Charles auprès de Soissons, parce qu'il ne voulait pas renoncer à son conseiller Haganon, que, de condition médiocre, il avait rendu puissant ».
Durant cette révolte, selon Flodoard, le roi séjourne une journée à Chacrise conduit par l'archevêque de Reims, Hervé :
« Heriveus autem, Remorum archiepiscopus, accipiens regem cum omnes eum deseruissent, duxit eum ad hospitia sua, in villam quae dicitur Carcarisia. In crastinum vero, venerunt in Crusniacum, Remensis episcopii villam, ibique manserunt, donec Remis venirent. »
Traduit ainsi :
« Hervé, archevêque de Reims, reçut le roi lorsque tous l'avaient délaissé, le conduisit à sa demeure dans son domaine de Chacrise ; le lendemain ils se rendirent à Crugny, domaine de l'évêque de Reims, et demeurèrent là jusqu'à leur retour à Reims. »,.
Ainsi, Chacrise, mentionnée dans sa toponymie latine Carcarisia, fut le lieu de séjour du roi Charles III le Simple pendant une journée en l'an 920 selon les écrits de Flodoard de Reims. 
Première Guerre mondiale
Le village a été décoré de la Croix de guerre 1914-1918 le 23 janvier 1924

## Politique et administration

### Rattachements administratifs et électoraux
La commune se trouve dans l'arrondissement de Soissons du département de l'Aisne. Pour l'élection des députés, elle fait partie depuis 1958 de la cinquième circonscription de l'Aisne.
Elle faisait partie depuis 1801 du canton d'Oulchy-le-Château. Dans le cadre du redécoupage cantonal de 2014 en France, la commune intègre le canton de Villers-Cotterêts.

### Intercommunalité
La commune fait partie de la communauté de communes du canton d'Oulchy-le-Château, créée fin 1994.

### Liste des maires

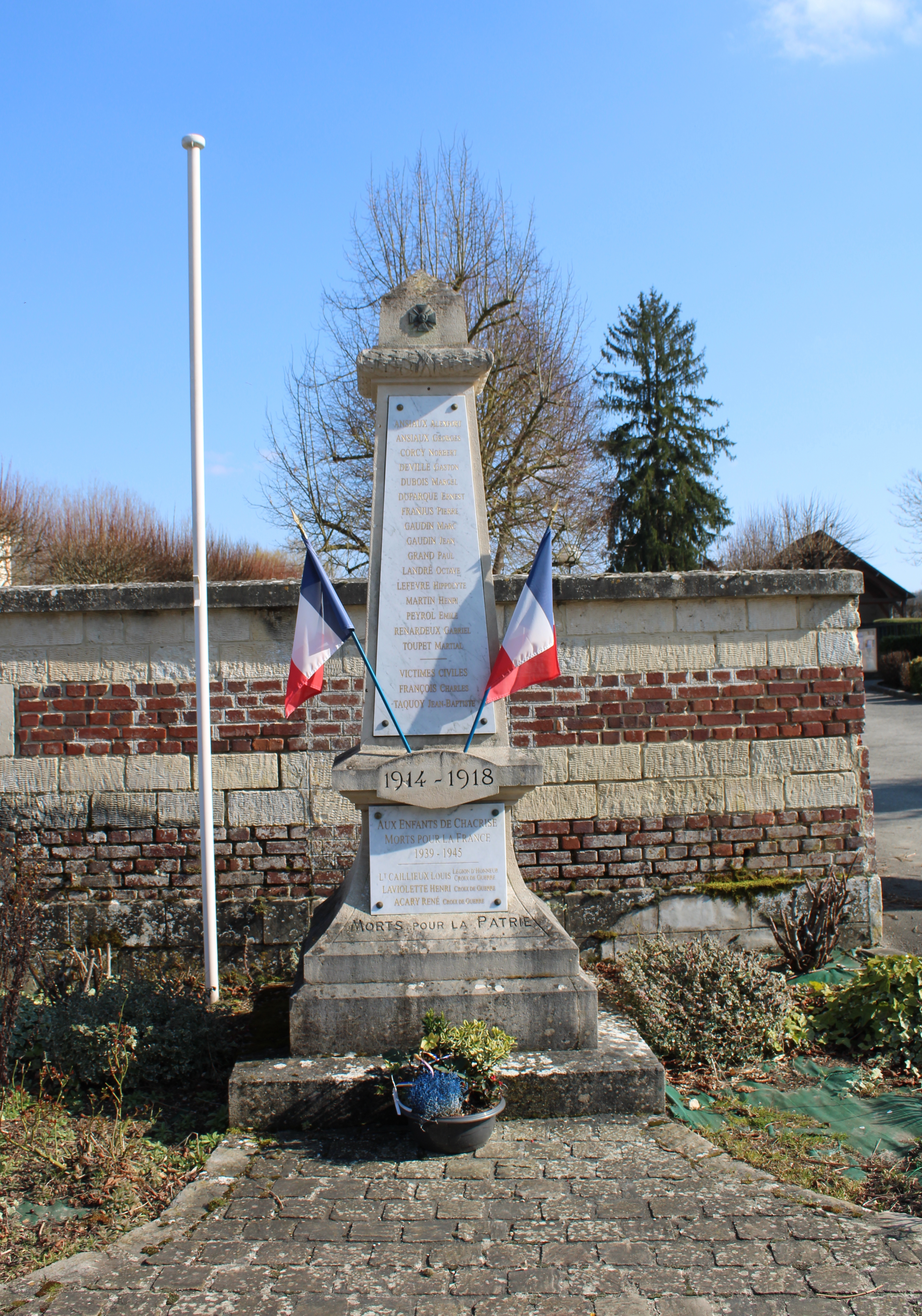
Le monument aux morts.

| Période                                  | Période                       | Identité        | Étiquette | Qualité                                          |
| ---------------------------------------- | ----------------------------- | --------------- | --------- | ------------------------------------------------ |
| avant 1874                               | après 1875                    | Renard          |           |                                                  |
| Les données manquantes sont à compléter. |                               |                 |           |                                                  |
| mars 2001                                | mars 2008                     | Michel Genard   |           | Patron de l'entreprise de TP Genard Père et fils |
| mars 2008                                | novembre 2011                 | Henri Gilis     |           | Directeur d'école Décédé en fonction             |
| 2012                                     | mai 2020                      | Michel Genard   | DVD       | Retraité Réélu pour le mandat 2014-2020          |
| mai 2020                                 | En cours (au 12 juillet 2020) | Arnaud Delattre |           |                                                  |

## Population et société

### Démographie

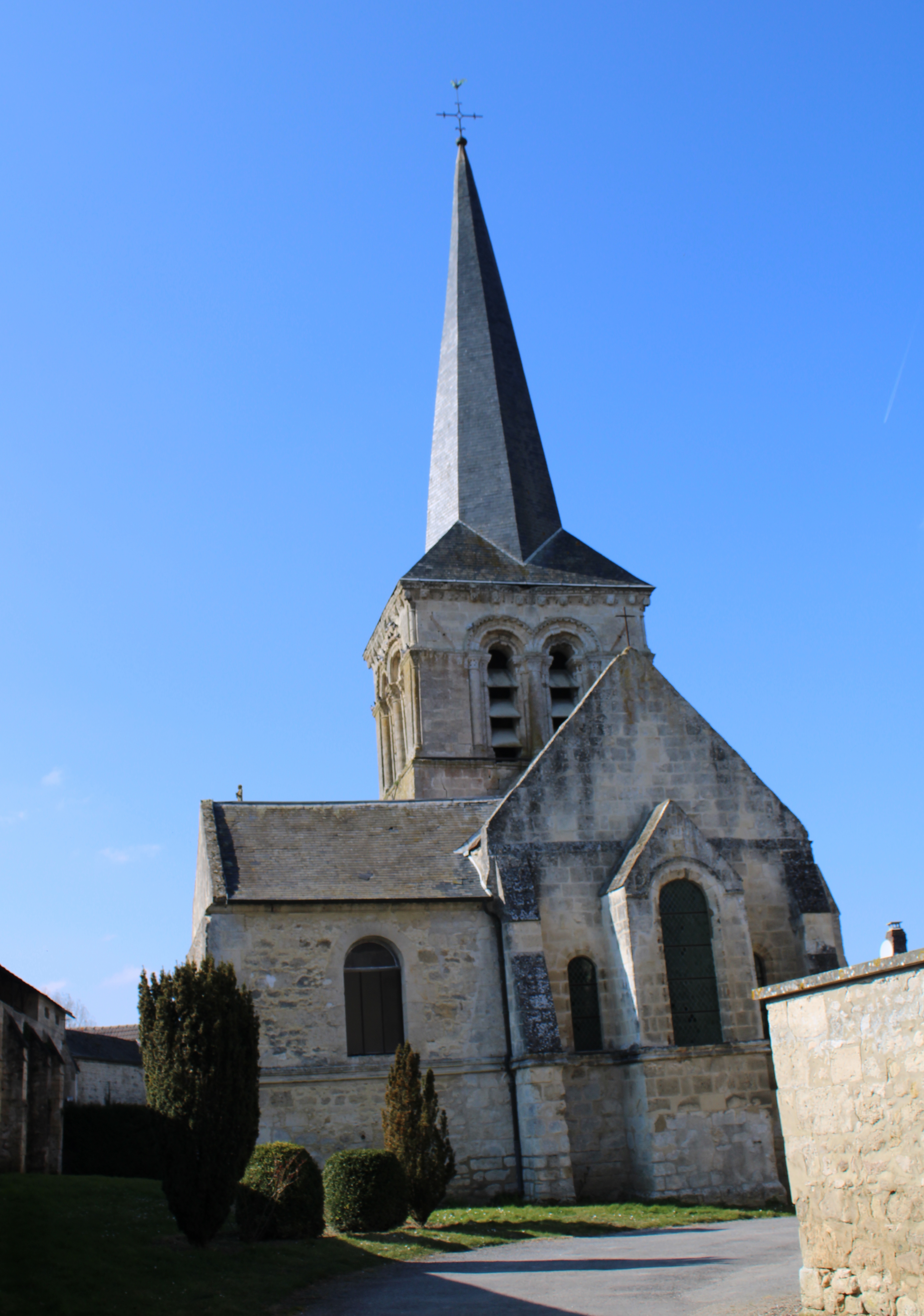
L'église

L'évolution du nombre d'habitants est connue à travers les recensements de la population effectués dans la commune depuis 1793. Pour les communes de moins de 10 000 habitants, une enquête de recensement portant sur toute la population est réalisée tous les cinq ans, les populations de référence des années intermédiaires étant quant à elles estimées par interpolation ou extrapolation. Pour la commune, le premier recensement exhaustif entrant dans le cadre du nouveau dispositif a été réalisé en 2004.

En 2022, la commune comptait 367 habitants, en évolution de +2,23 % par rapport à 2016 (Aisne : −1,97 %, France hors Mayotte : +2,11 %).
| 1793 | 1800 | 1806 | 1821 | 1831 | 1836 | 1841 | 1846 | 1851 |
| ---- | ---- | ---- | ---- | ---- | ---- | ---- | ---- | ---- |
| 336  | 390  | 391  | 406  | 424  | 443  | 453  | 483  | 447  |

| 1856 | 1861 | 1866 | 1872 | 1876 | 1881 | 1886 | 1891 | 1896 |
| ---- | ---- | ---- | ---- | ---- | ---- | ---- | ---- | ---- |
| 411  | 419  | 416  | 407  | 390  | 372  | 348  | 365  | 333  |

| 1901 | 1906 | 1911 | 1921 | 1926 | 1931 | 1936 | 1946 | 1954 |
| ---- | ---- | ---- | ---- | ---- | ---- | ---- | ---- | ---- |
| 310  | 322  | 304  | 308  | 371  | 340  | 327  | 365  | 347  |

| 1962 | 1968 | 1975 | 1982 | 1990 | 1999 | 2004 | 2006 | 2009 |
| ---- | ---- | ---- | ---- | ---- | ---- | ---- | ---- | ---- |
| 347  | 288  | 240  | 296  | 320  | 339  | 312  | 309  | 313  |

| 2014 | 2019 | 2022 | - | - | - | - | - | - |
| ---- | ---- | ---- | - | - | - | - | - | - |
| 354  | 365  | 367  | - | - | - | - | - | - |

## Culture locale et patrimoine

### Lieux et monuments
- L'église Saint-Jean-Baptiste de Chacrise, du XIIe siècle classée « monument historique » en 1922[35].
- Ancien château de Villeblain : tour inscrite en 1928[36].

### Galerie

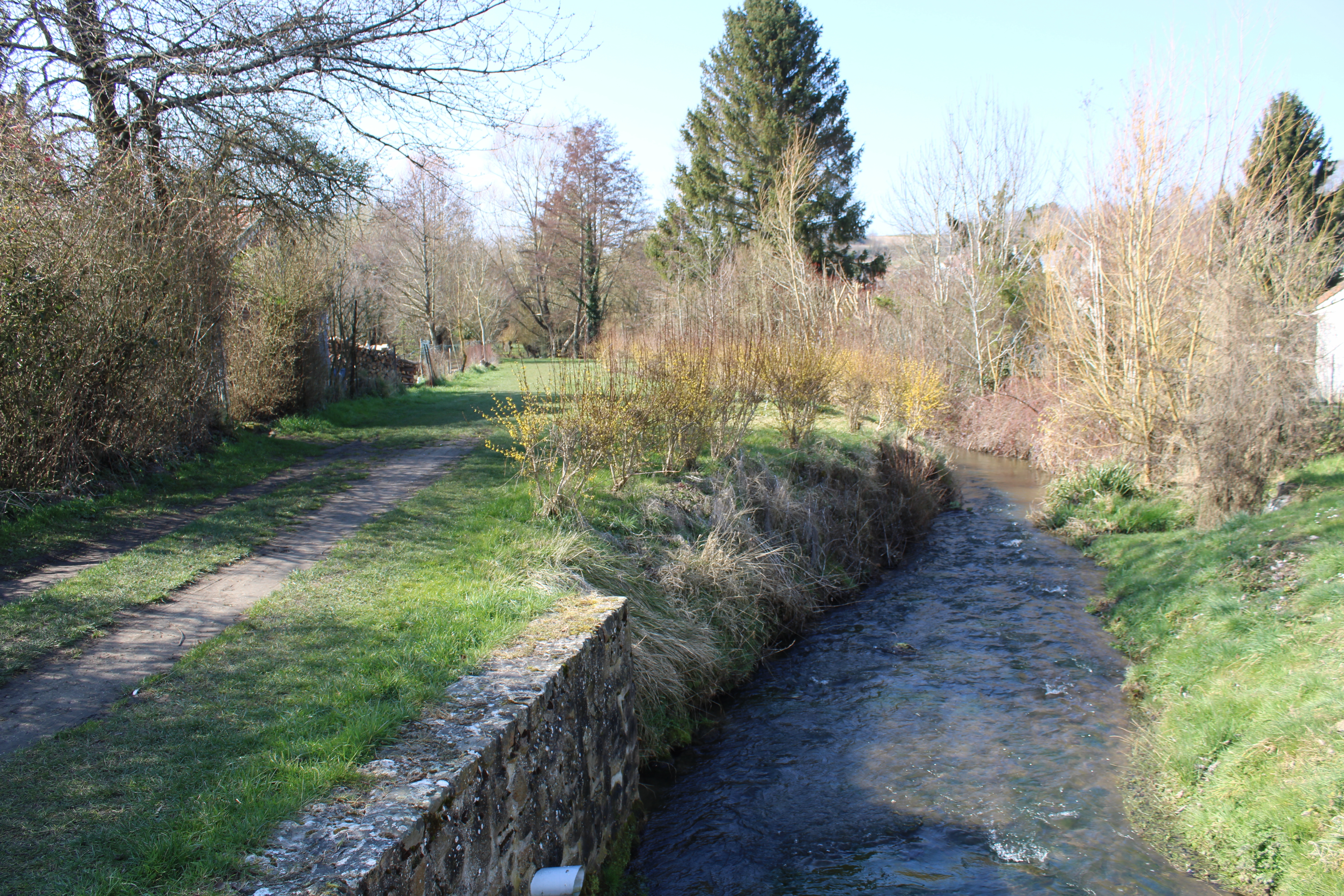
Tracé de l'ancienne ligne de chemin de fer qui longeait La Crise.
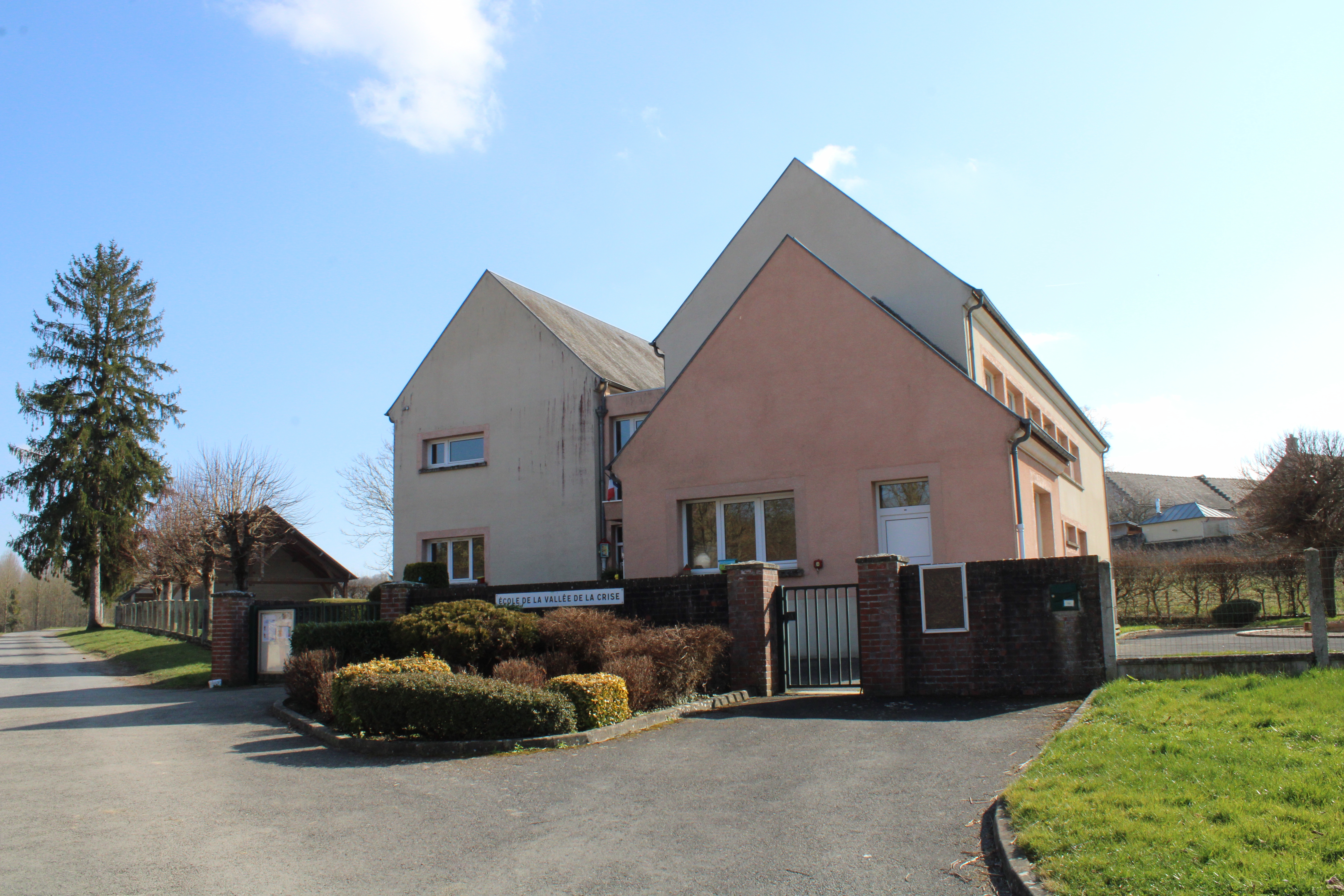
L'école de la Vallée de la Crise.
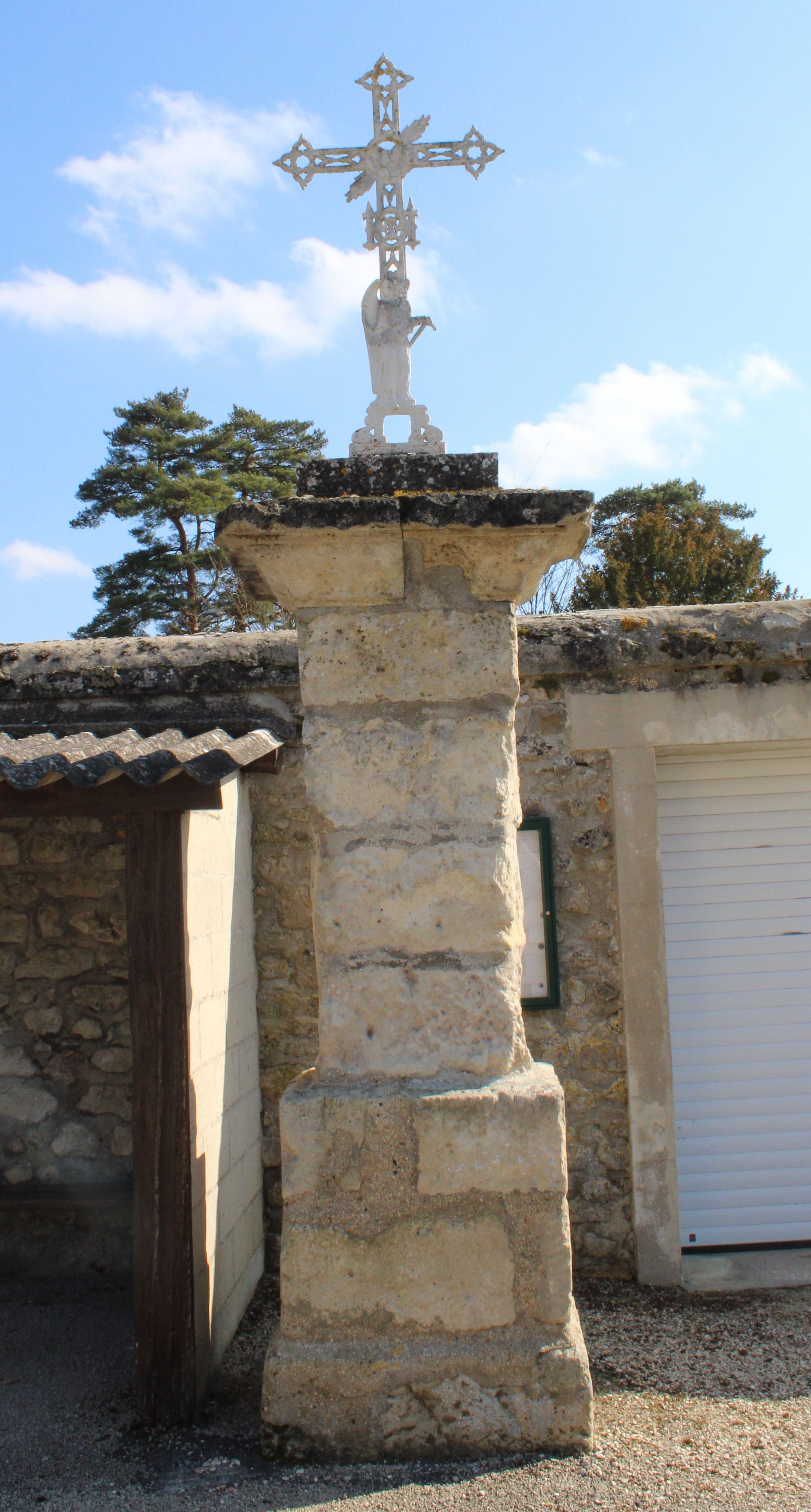
Le vieux calvaire de Villeblain.
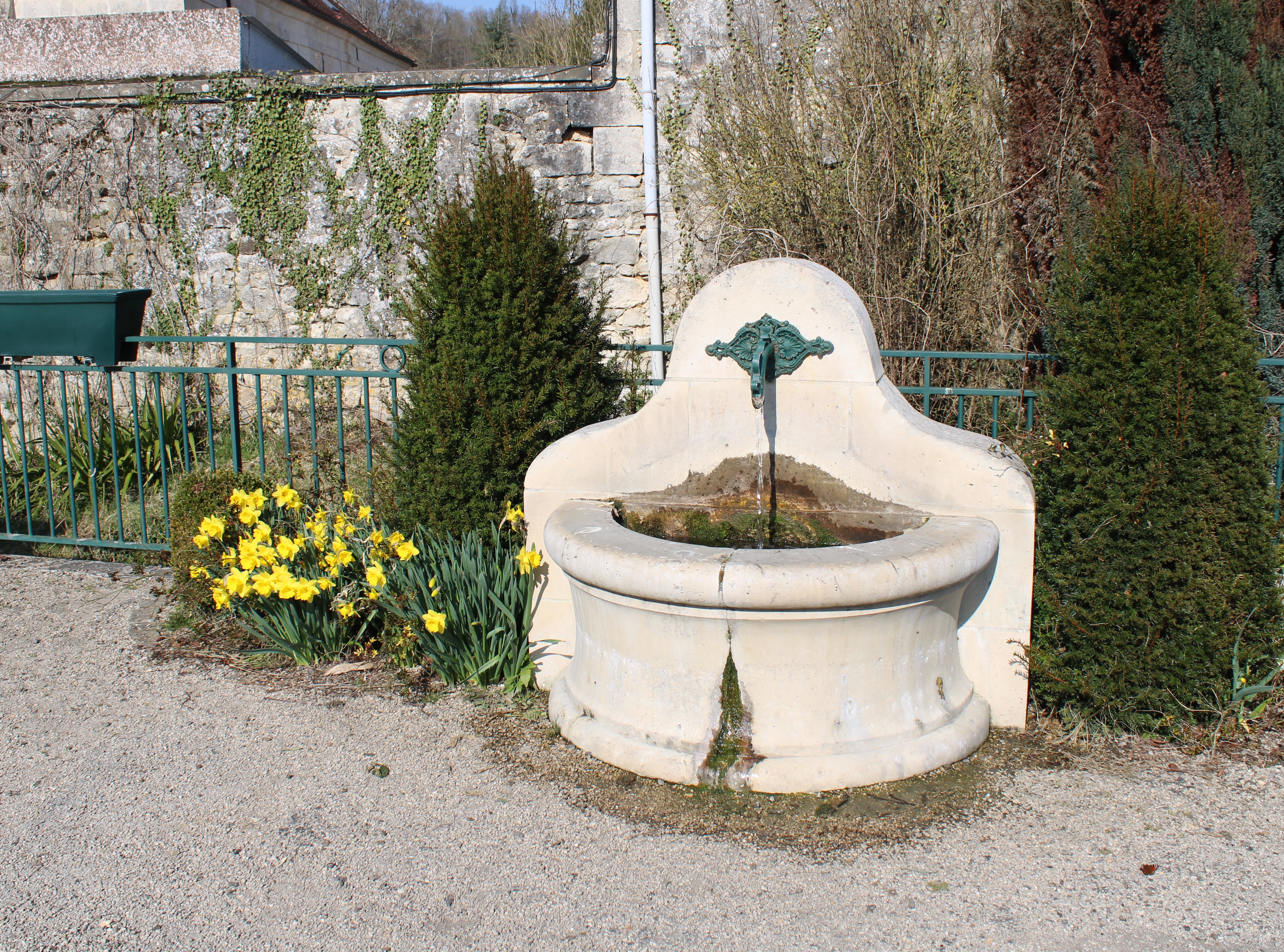
La fontaine.

### Les pigeonniers

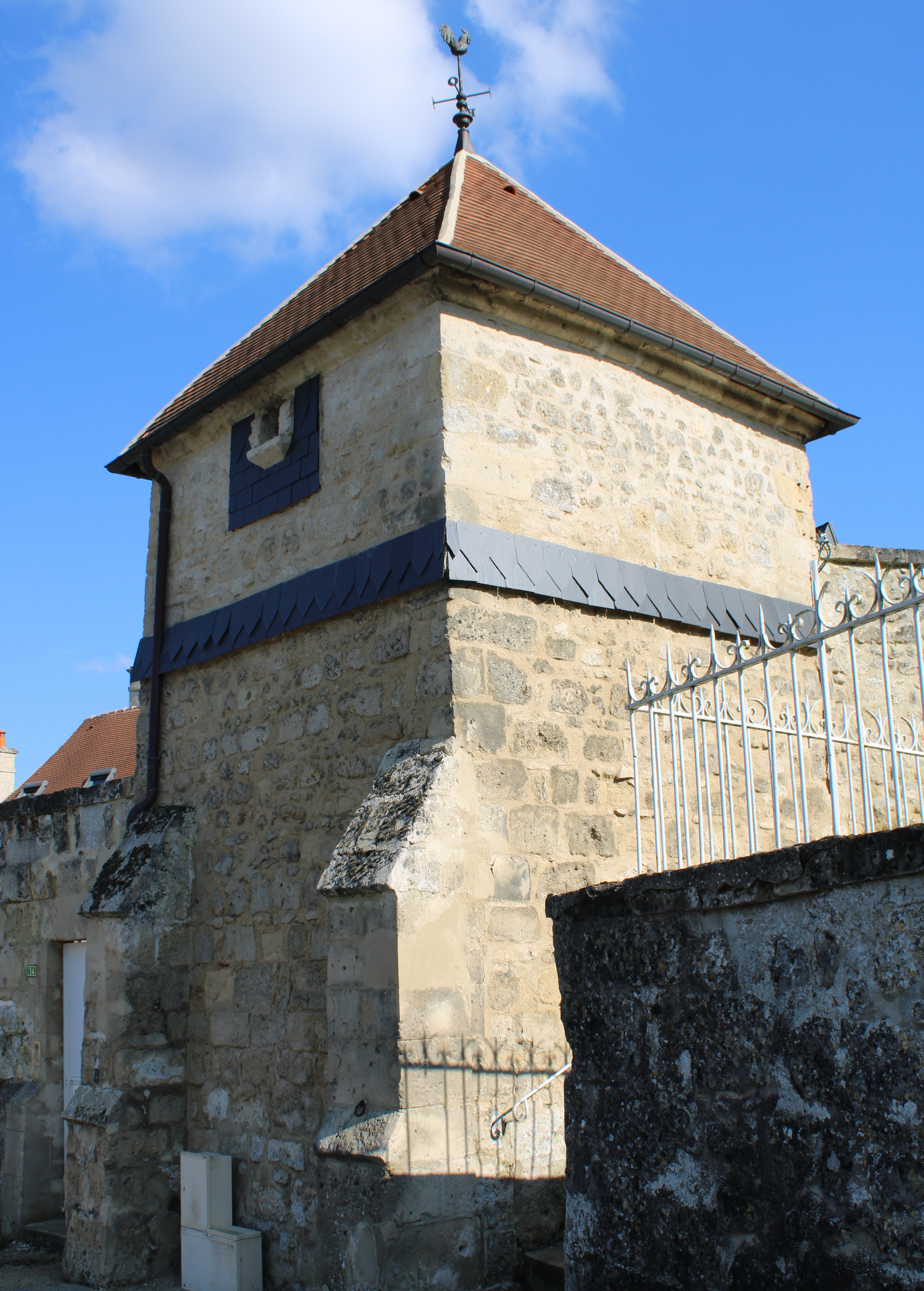
Le pigeonnier près de l'église.
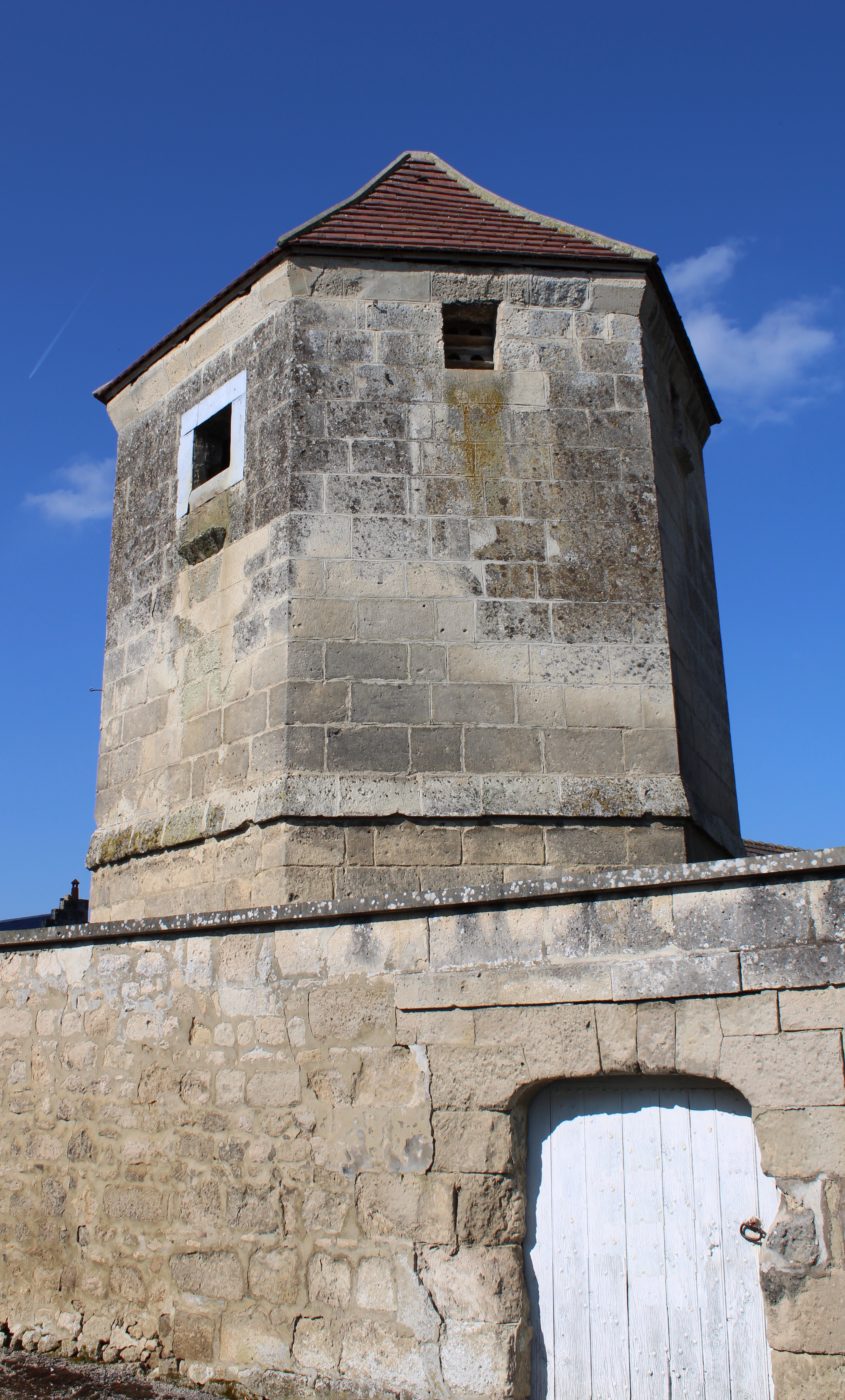
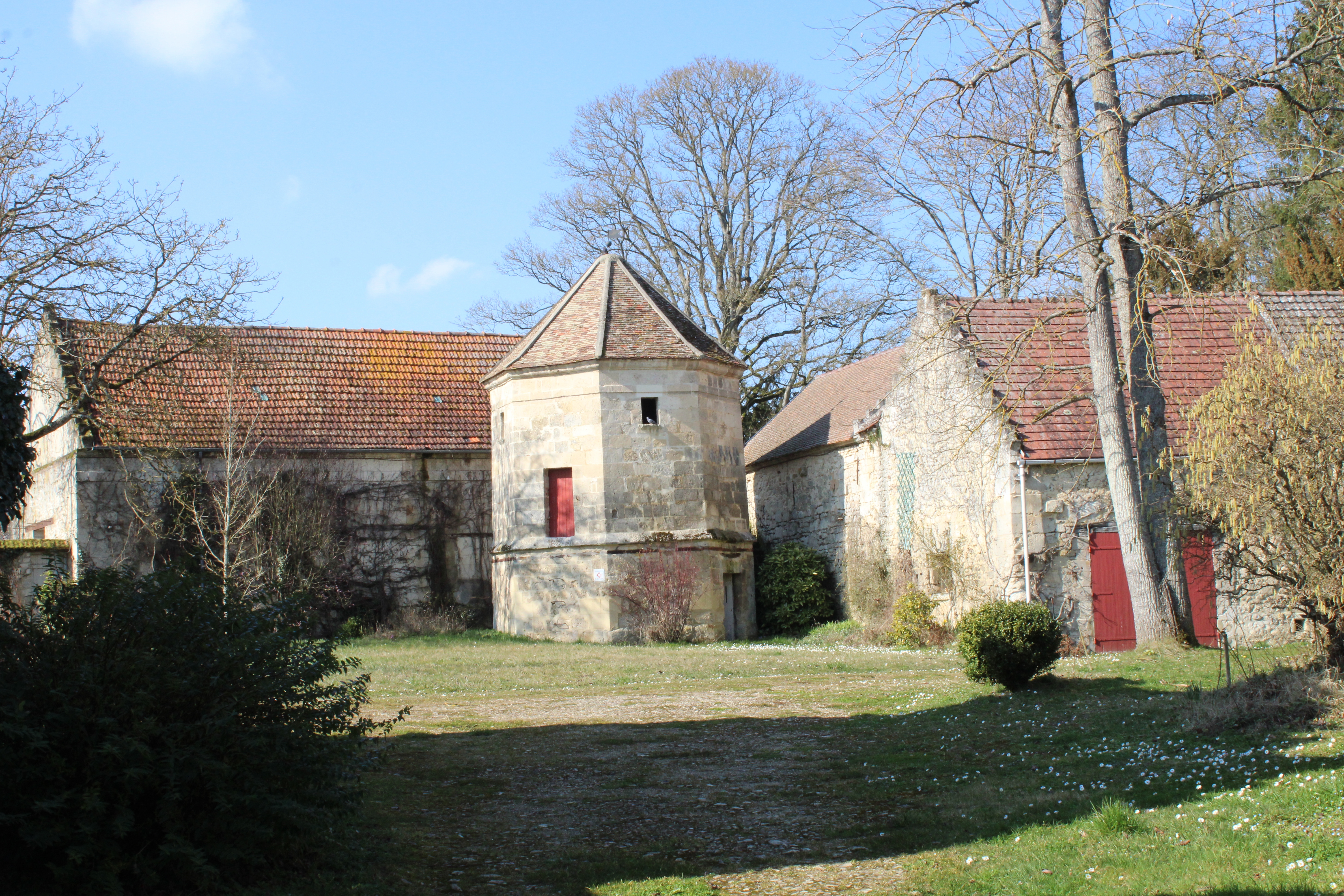
Le pigeonnier de Villeblain, classé M.H.

### Personnalités liées à la commune
Quatre soldats sont enterrés au cimetière de Chacrise après avoir été fusillés pour avoir refusé de se battre lors de la Première Guerre mondiale au chemin des dames après avoir participé aux combats dans les Vosges, à la bataille de la trouée de Charmes, à la mêlée des Flandres[C'est-à-dire ?], la bataille de l'Artois, deux fois à la bataille de Verdun, à la  bataille de la Somme de 1916 et celle de 1918. Leurs dernières participations seront pour l'offensive Nivelle du 16 avril. Ils seront fusillés pour cette désobéissance.
Ces soldats sont : Joseph Bonnot, Louis Flourac (fusillé le 20 juin 1917 à Chacrise), Charles Vally (fusillé le 20 juin 1917 à Chacrise) et Victor Degouet.
Ils appartenaient tous à la 77e division plus précisément au 60e bataillon de chasseurs à pied.

## Pour approfondir